# Chiesa di Sant'Antonio Abate (Capriasca)
La chiesa di Sant'Antonio abate, già chiesa di San Giovanni Battista, è un edificio religioso altomedievale che si trova a Sala Capriasca, frazione di Capriasca in Canton Ticino.

## Storia
Sebbene un edificio di culto sia stato costruito nell'area oggi occupata dalla chiesa già nell'Alto Medioevo, l'edificio attuale risale al XV o XVI secolo. La ricostruzione iniziò probabilmente dopo che, nel 1478, le truppe confederate ebbero espugnato e raso al suolo la cittadella fortificata di Sala Capriasca. Il campanile, forse di origine tardomedievale, fu ampliato nel 1562.